# Irmgard Egert
Irmgard Egert (* 26. April 1932 in Mainz-Kostheim) ist eine ehemalige deutsche Leichtathletin aus der Bundesrepublik Deutschland, die 1954 Vizeeuropameisterin mit der 4-mal-100-Meter-Staffel wurde.
Irmgard Egert begann ihre Karriere bei Eintracht Wiesbaden und startete dann zwei Jahre für den SV Wiesbaden. Ab 1953 gehörte sie dem Sportverein Eintracht Frankfurt an. Bei den Deutschen Meisterschaften 1953 belegte sie sowohl über 100 Meter als auch über 200 Meter den dritten Platz. Mit der Staffel von Eintracht Frankfurt gewann sie in 49,1 s ihren ersten deutschen Meistertitel. 1954 wurden in Frankfurt die ersten Deutschen Hallenmeisterschaften ausgetragen, Egert gewann den Titel im Sprint über 70 Meter und mit der 4-mal-eine-Runde-Staffel. In der Freiluftsaison belegte sie über 100 Meter den zweiten Platz hinter Maria Sander.
Bei den Europameisterschaften 1954 in Bern schied Egert über 100 Meter im Zwischenlauf aus. Die bundesdeutsche Staffel in der Besetzung Irmgard Egert, Charlotte Böhmer, Irene Brütting und Maria Sander gewann in 46,3 s die Silbermedaille hinter der sowjetischen Staffel.
1955 gewann Irmgard Egert zwei deutsche Meistertitel, als sie mit der Staffel von Eintracht Frankfurt sowohl in der Halle als auch im Freien siegte. 1956 gewann sie mit der Hallenstaffel den dritten Titel in Folge.

## Bestzeiten
- 100 Meter: 12,0 s (24. Juli 1955 in Koblenz)
- 200 Meter: 25,2 s (18. August 1956 in Berlin)